# Aleksije Komnen (guverner Drača)
Aleksije Komnen (grčki Ἀλέξιος Κομνηνός, Alexios Komnēnos) (oko 1077. – nakon 1108.) bio je bizantski plemić i guverner Drača; drugi sin te treće dijete sebastokrátora Izaka Komnena (stariji brat bizantskog cara Aleksija I. Komnena) i njegove supruge, Irene od Alanije. Imao je naslov sebastosa kao carev nećak. Njegova sestrična, careva kći Ana Komnena, pisala je o Aleksiju u svome djelu naziva Aleksijada. 
Aleksije je postao guverner Drača godine 1106. te je oženio gospu Zoe. Vjerojatno je da se njihov sin zvao Ivan, koji je bio vojni zapovjednik. Zoe se teško razboljela te je zatražila pomoć „šarlatana stranaca”, koji su tvrdili da je njezina bolest uzrokovana čarolijama, za što su okrivili njezine sluge. Šarlatani su na kraju pobjegli iz rezidencije, a neke sluge gospe Zoe su čak bile kažnjene po naredbi patrijarha Leona Carigradskoga.